# Vladimír Petruška
Vladimír Petruška (5. července 1923 Gelnica – 4. května 1986 Košice) byl slovenský herec a divadelní režisér.

## Filmografie
- 1951: Boj sa skončí zajtra (Hriňo)
- 1952: Lazy sa pohli (Dubský)
- 1953: Výstraha (Zbuch)
- 1957: Posledná bosorka (inkvizitor)
- 1957: Zemianska česť (zeman)
- 1959: Skaly a ľudia (Ing. Zachar)
- 1960: Jerguš Lapin (dělník)
- 1972: Človek na moste (partyzán)
- 1974: Cesta ženy (Havran)
- 1975: Život na úteku (Hvozdák)
- 1976: Do posledného dychu (Prušanský)
- 1976: Rozdelení (Hochel)
- 1976: Vojaci slobody (gen. Kratochvíl)
- 1978: Poéma o svedomí (valcíř)
- 1979: Blízke diaľavy (Klincko)
- 1979: Hordubal
- 1980: Živá voda (Kolembus)
- 1981: Kosenie jastrabej lúky (starý Adam)
- 1982: Predčasné leto (předseda SRPŠ)
- 1984: Na druhom brehu sloboda (Kalina)
- 1985: Zapomeňte na Mozarta (arcibiskup)[1]